# Bărbătești, Gorj
Bărbătești là một xã thuộc hạt Gorj, România. Dân số thời điểm năm 2002 là 1914 người.